# Чорна Велика
Чорна Велика (Королівська) (Чарна-Велика, пол. Czarna Wielka) — село в Польщі, у гміні Городиськ Сім'ятицького повіту Підляського воєводства. Населення — 191 особа (2011).

## Історія
Вперше згадується у 1512 році. У 1975—1998 роках село належало до Білостоцького воєводства.

## Демографія
Демографічна структура станом на 31 березня 2011 року:
|          | Загалом | Допрацездатний вік | Працездатний вік | Постпрацездатний вік |
| -------- | ------- | ------------------ | ---------------- | -------------------- |
| Чоловіки | 102     | 13                 | 63               | 26                   |
| Жінки    | 89      | 14                 | 40               | 35                   |
| Разом    | 191     | 27                 | 103              | 61                   |

У 1921 році у селі нараховувалося 67 будинків та 1343 мешканців (з них 42 — поляків). Після Другої світової війни частина селян виїхала до СРСР, а на їх місце поселилося декілька родин поляків з СРСР. На кінець 1990-их років у селі було близько 90 домів та 360 мешканців, здебільшого — українськомовних.

## Релігія
На цвинтарі розташована церква Божої Матері Казанської (побудована у 1858 році). Церква є філією парафіяльної церкви в Городискові.

## Галерея

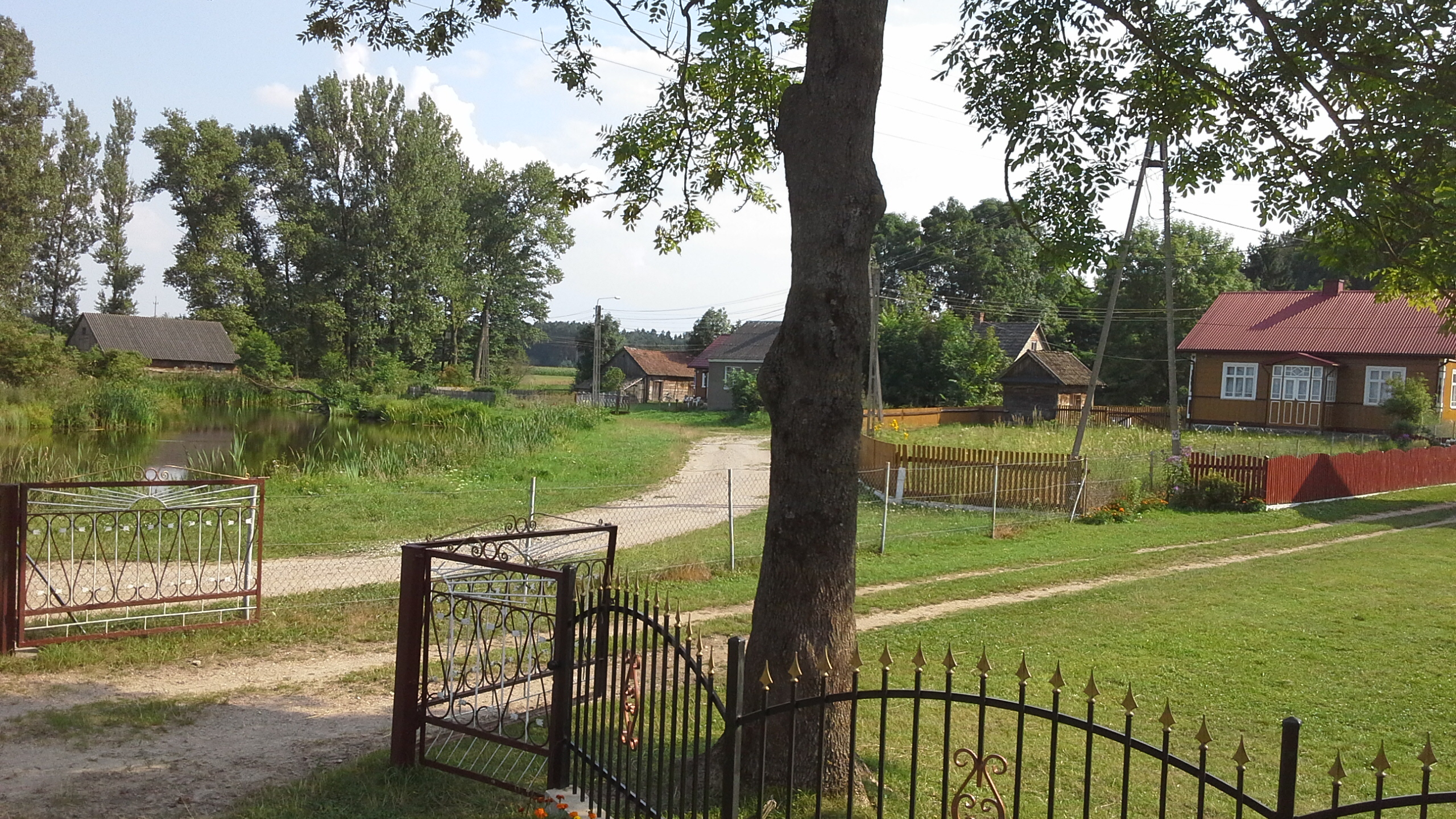
Центр села
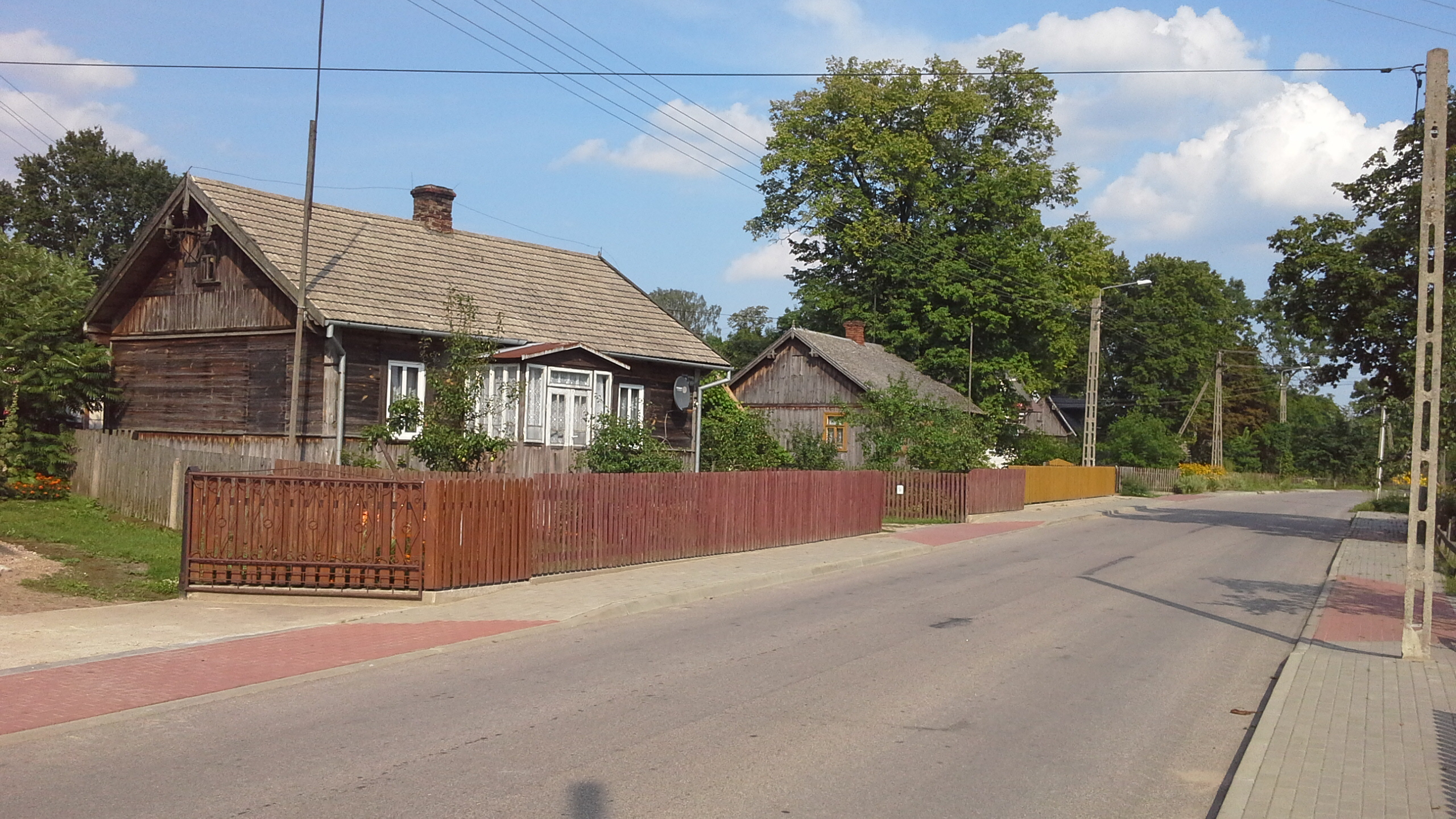
Дерев'яні будинки
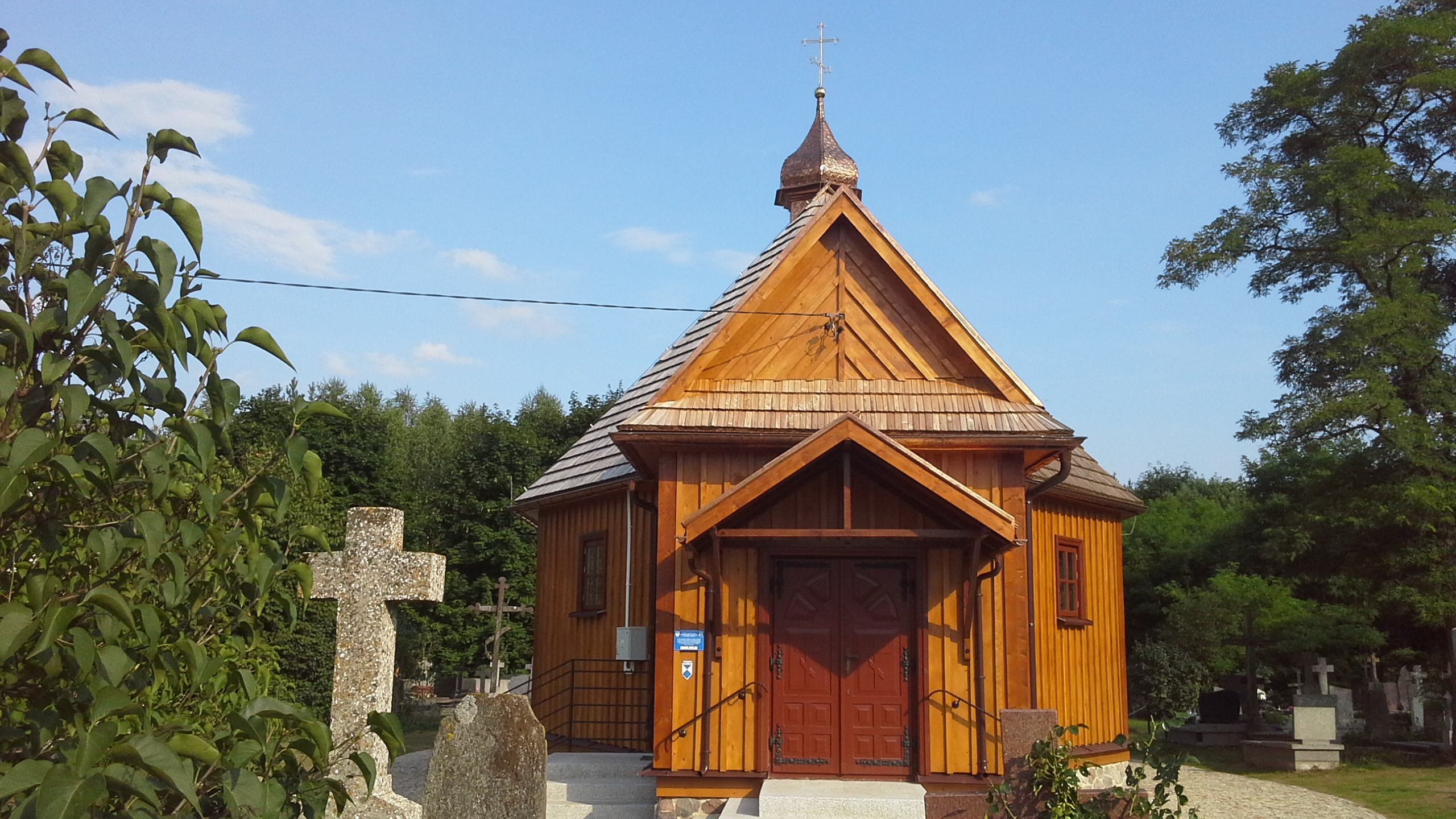
Православна церква Божої Матері Казанської